# Стокротки лісові
Стокротки лісові (Bellis sylvestris) — вид квіткових рослин родини айстрові (Asteraceae).

## Опис
Багаторічна рослина. Стебла до 50 см. Сім'янки 1.3–1.8 × 0.6–1.2 мм, зворотно-яйцюваті, запушені. Цвіте і плодоносить з листопада по травень (червень).

## Поширення
Рідний діапазон: Південна Європа, Північна Африка, Західна Азія — Алжир, Албанія, Боснія і Герцеговина, Болгарія, Чорногорія, Хорватія, Кіпр, Франція, Монако, Греція, Іспанія, Андорра, Гібралтар, Ізраїль, Йорданія, Італія, колишній Югославія, Ліван, Лівія, Сирія, Португалія, Марокко, Мальта, Туніс, Туреччина, Україна (у Криму). Натуралізований: Велика Британія, Німеччина. Населяє сухі вапняні луки.